# 29910 Segre
29910 Segre este un asteroid din centura principală de asteroizi.

## Descriere
29910 Segre este un asteroid din centura principală de asteroizi. A fost descoperit pe 14 mai 1999 la Prescott (Arizona) de Paul G. Comba. Asteroidul prezintă o orbită caracterizată de o semiaxă mare de 3,06 ua, o excentricitate de 0,11 și o înclinație de 10,7° în raport cu ecliptica.